# اصغر قندچی
اصغر قندچی (زاده ۱۰ فروردین ۱۳۰۷، تهران – درگذشته ۷ مرداد ۱۳۹۸) کارآفرین ایرانی و پدر صنعت کامیون سازی و مؤسس اولین و بزرگ‌ترین کارخانه تریلر و کامیون ساخت ایران بدون مونتاژ خارجی به نام ایران کاوه (سایپا دیزل) است. او از بنیانگذاران صنعت تولید خودروهای تجاری در ایران محسوب می‌شود.

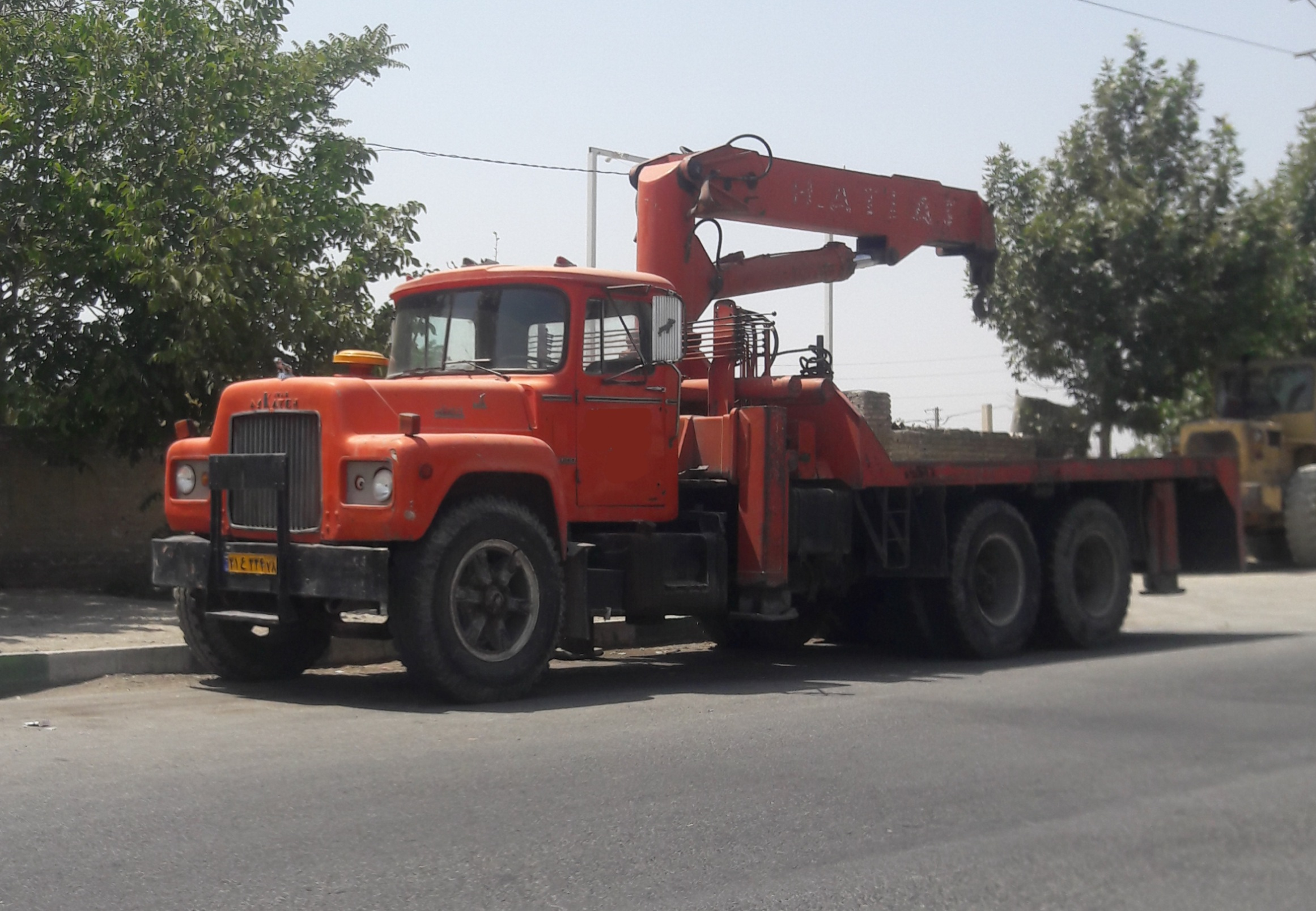
کامیون ماک مونتاژ ایران کاوه

به استناد خاطرات خودش در ۱۶ سالگی یک کارگاه فنی سه متر در سه متر داشت، وی کارگران زیادی را تبدیل به استادکارهایی ماهر نمود، فعالیت‌های مهم اقتصادی قندچی تا سال ۱۳۵۷ در ایران ادامه یافت تا اینکه در جریان مصادره‌های ابتدای انقلاب، کارخانهٔ متعلق به او، یعنی ایران کاوه، مصادره شد. در دوران پس از جنگ، در شرایطی که تمام اختیاراتش را در شرکت خود (ایران کاوه سابق و سایپا دیزل پس از انقلاب) از دست داده بود، سعی کرد با تأسیس شرکت جدید به نام کاوه کار، به خدمات خود برای پشتیبانی فنی و تعمیر و نگهداری از ناوگان کامیون‌های ماک موجود در کشور ادامه دهد.
اصغر قندچی پس از ۹۱ سال زندگی و تلاش برای اعتلای صنعت کشور، در تاریخ ۷ مرداد ۱۳۹۸ چشم از جهان فروبست.

## آغاز فعالیت
اصغر قندچی در دروازه قزوین تهران صاحب گاراژ بزرگی بود. قطعات کامیون ماک را که حسین میردامادی از آمریکا می‌آورد، قندچی در گاراژ مونتاژ می‌کرد، ضمن اینکه برخی قطعه‌های این کامیون را متناسب با جغرافیای ایران تقویت می‌کرد. مثلاً ماک‌هایی که از آمریکا می‌آمد شاسی‌های کوتاهی داشت که قندچی به دلیل تردد ماک در جاده‌های ناهموار ایران ارتفاع شاسی‌ها را یک متر بلندتر می‌کرد. وزیر اقتصاد وقت علی‌نقی عالیخانی همراه با معاونش رضا نیازمند وقتی در گوشه ای از گاراژهای تهران مبتکری در زمینهٔ صنعت دیدند و چون کار او مورد نیاز ایران بود، در همان گوشهٔ گاراژ، وزیر اقتصاد پروانه ساخت کامیون را به نام اصغر قندچی نوشت و به او تقدیم کرد.

## دوران فعالیت ایران کاوه
قندچی تریلر غول پیکر و کامیون‌های ساخت خود و همکارانش در کارگاه را برای معرفی صنایع ملی ایران به نمایشگاه رساند. در روز افتتاح نمایشگاه محمدرضاشاه پهلوی و فرح پهلوی او را به سبب ابتکار درخشان صنعتی مورد تشویق قرار دادند و در نهایت اجازه‌نامه تأسیس کارخانه کامیون سازی را به او دادند. قندچی با این امتیاز وبا همکاری مؤثر سرمایه‌دار ی به نام حسین میردامادی، اولین و بزرگ‌ترین کارخانه کامیون سازی کشور به نام ایران کاوه را پایه‌ریزی کرد. در نمایشگاه خودرو سازی برلین در سال ۱۳۵۶ قند چی جایزه بزرگ خودروسازی را از آن خود کرد. پس از انقلاب کارخانهٔ وی بنفع بنیاد مستضعفان مصادره و ملی شد و امروزه با نام سایپا دیزل جزوی از کارخانهٔ سایپا است. با اینحال اصغر قندچی از تلاش نایستاد و کارخانهٔ کاوه کار را تأسیس کرد و تلاش‌های وی در جهت بازسازی حمل و نقل جاده ای کشور و نیز انتقال تانک و ادوات سنگین به مناطق جنگی در سرنوشت جنگ عراق با ایران بسیار راهبردی و حیاتی واقع شد.
وی دربارهٔ مصادره کارخانه ایران کاوه و تغییر نام آن می‌گوید که «به خاطر عِرق به کشور و علاقه به کاوه آهنگر، نام «ایران کاوه» را برگزیدم. کاوه یک حقیقت بود، ما که اختراع نکردیم. منتها بعدها خراب کردن اسم «کاوه» و ما را! همه را با هم خراب کردند، همین طایفه‌ای که هیچ علاقه‌ای به صنعت نداشتند!»
در سوم بهمن ۱۳۹۵ با حضور معاون اول رئیس‌جمهور، وزیر صنعت، معدن و تجارت و رئیس اتاق بازرگانی و صنایع و معادن تهران و ایران، نشان امین الضرب به پیشکسوتان و کارآفرینان کشور از جمله وی اعطا شد.
اصغر قندچی برادرِ احمد قندچی (متولد ۱۳۱۲) از طرفداران جبههٔ ملی و یکی از سه دانشجویی است که در حملهٔ نیروهای امنیتی به دانشگاه تهران در ۱۶ آذر ۱۳۳۲ کشته شد.
مستندی به نام «ماک در ایران» در مورد دوران فعالیت ایران کاوه، توسط امین آزاد ساخته شده است.